# Hippocampus minotaur
Hippocampus minotaur és una espècie de peix de la família dels singnàtids i de l'ordre dels singnatiformes.

## Morfologia
Els mascles poden assolir els 5 cm de longitud total.

## Distribució geogràfica
Es troba al sud-est d'Austràlia.